# وتدية مخددة
وتدية مخددة (الاسم العلمي: Corynebacterium striatum) هي نوع من البكتيريا تتبع جنس الوتدية من فصيلة الوتديات.